# 范元音
范音（1824年10月27日—1897年），字季雅，號雅南，亦號家村，行五。四川省重慶府定遠縣（河東四十里）惠新里樂善場人（今四川省武勝縣乐善镇），道光三年九月二十四日（1824年10月27日）生，道光二十六年（1846年）丙午科舉人，同治十年（1871年）辛未科三甲第170名進士。曾參與編修光緒元年《定遠縣志》。

## 生平
- 鄉試中式第58名，會試中式第247名，保和殿覆試第二等，殿試三甲一百七十名，欽點即用知縣。
- 成都府府教授[3]
- 錦江書院、尊經書院監院

## 小傳
范音傳

范元音，字雅南，邑東惠新里樂善場人，父一榮清例贈文林郎，兄昆山邑廩生，昆仲五人雅南最少，孝友性成，尤純謹嗜讀，自束髮受書，終歲居窗，終日伏案，未嘗馳心於外。道光丙午夏，科試入邑庠，是歲秋闈即登賢書，時年二十三。嗣後兩上春官不第，歸里設館授徒，循循善誘，成就者多。咸豐庚申，縣尹慕其賢，禮聘主講印山書院，從遊者日益眾，其教人以德行為先，文藝為後，貌恭而性和，匪特門弟子敬愛之，外人亦恆多親近焉，時滇賊擾縣逼城下，雅南佐縣尹李赤城督士民登陴防守，卒得轉危為安，賊平後仍事教讀。至同治十年辛未科會試中式進士，以知縣即用。乃自以其性恬靜不近刑名，不慕榮利。請改教職回籍候選。光緒二年八月選授成都府教授。三年正月到任。至六年大計督憲丁器重之，保薦卓異，委兼錦江書院監院。九年正月初次俸滿留任，十年正月二次俸滿留任，是年大計督憲劉再保薦卓異，又委兼尊經書院監院。後於十七年五月因繼母胡氏病故，丁艱回籍，計在任十餘年，送考數次，遇寒士則減免院費，來見者或不取贄，以故解任歸囊，仍空空兩袖清風而已，時年已六十有五。由是淡泊自甘，足不履城市，居常拾殘書裝訂，間參內典或吟詩以自娛，幾有尼父發憤忘食，樂以忘憂，不知老之將至氣象，年七十作夫婦生壙自為銘曰：『石熙下士，高川鄙儒，父曰榮公，母出殷都，昆仲五人，予以季呼，生質既魯，人笑愚迂。道光癸未菊月以生廿四乙亥實予降庚，自少至長，父教師成，蛾術時勉，忝附科名，歲維丙午，齡屆廿三，泮芹夏掇月桂秋攀京遊兩次退館塾庵，咸豐甲寅，蓼莪抱慚，庚申以後，主講印山，滇賊圍縣，獲救始還。同治丁卯，父辭塵寰，攀髯莫逮，衣永埋斑，辛未禮闈，試雋南宮，才拙辭縣，教授蜀中，仰蒙制府丁公劉公，兩保卓異，永矢清風，錦江尊經書院迭兼，愧無實學，勵俗超凡。光緒辛卯，言賦歸帆，守胡母制，俗務胥芟，幼時作配，裔本鳳雛，同心黽勉，患難相扶。甲申秋望寅降吉符，今偕稀古共穴謀俱，迺作幽壙，頤起待期，無德裕後，恥有溢詞，惡小宜戒善小宜為，勉哉後人，以古為師。』，其為文僕質若此，可想見其為人後三年卒，壽七十三，生平所作詩文多散佚不存。

 — 尹之任， 民國武勝縣新志